# آدم واتس (لاعب كرة قدم)
آدم واتس (بالإنجليزية: Adam Watts)‏ هو لاعب كرة قدم بريطاني في مركز الدفاع، ولد في 4 مارس 1988 في لندن في المملكة المتحدة. لعب مع إيستبورن بوروه وميلتون كينز دونز ونادي فولهام ونادي لينكولن سيتي ونورثامبتون تاون.

## وصلات خارجية
- آدم واتس (لاعب كرة قدم) على موقع قاعدة بيانات كرة القدم.إي يو (الإنجليزية)
- آدم واتس (لاعب كرة قدم) على موقع Soccerbase.com (لاعب) (الإنجليزية)